# Мартін Карплус
Мартін Карплус (англ. Martin Karplus; 15 березня 1930, Відень — 28 грудня 2024) — американський хімік-теоретик, лауреат Нобелівської премії з хімії за 2013 спільно з Майклом Левіттом та Арі Варшелем з формулюванням за «комп'ютерне моделювання хімічних систем».

## Біографія
Мартін Карплус народився у віденському районі Грінзінг, в єврейської родині; після аншлюсу 1938 року з матір'ю та братом втік від нацистів через Швейцарію до США (батько в цей час був заарештований). Його родина впродовж десятиліть була пов'язана з медициною, дід — Йоганн Пауль Карплус (1866—1936) — був відомим нейрофізіологом, професором неврології та психіатрії Міського неврологічного центру Відня; інший дід — уродженець Одеси Самуїл Абрамович Гольдштейн (1865—1939) — був ревматологом та директором відомої віденської клініки та грязелікарні «Fango Heilanstalt» (Wien IX, Lazarethgasse 20). По приїзді до США, сім'я оселилася в передмісті Бостона Брайтон, де вже мешкав старший брат батька — інженер та винахідник змінного трансформатора «Варіак» (1933) Едуард Карплус (1899—1979).
Ступінь бакалавра мистецтв Карплус отримав у Гарвардському університеті 1950 року. Після цього він працював спільно з Лайнусом Полінгом в Каліфорнійському технологічному інституті, де 1953 року отримав ступінь доктора філософії. У 1953—1955 роках Карплус працював в Оксфордському університеті спільно з Чарльзом Кулсоном від Національного наукового фонду.
З 1995 року Карплус займає професорську посаду в Страсбурзькому університеті.

## Дослідження
Дослідження Карплуса заторкують такі розділи науки, як фізична хімія, ЯМР-спектроскопія, хімічна кінетика, квантова хімія і, насамперед, метод класичної молекулярної динаміки щодо моделювання біологічних макромолекул. Крім цього Карплус проводив різні дослідження спін-спінової взаємодії та ЕПР. На честь Карплуса названо рівняння, що описує кореляцію між константою взаємодії та двогранним кутом в ЯМР-спектроскопії білків.
Нині Карплус займається дослідженнями властивостей молекул біологічних об'єктів. Його група займається розробкою програми CHARMM, пов'язаної з методом класичної молекулярної динаміки. Схожа за назвою мова програмування Charm++ була розроблена в Лабораторії Паралельних Обчислень Університету Іллінойсу, Вені Шу (Wennie Shu) та Кевіном Немурою (Kevin Nomura) в співробітництві з Лаксімікент Кейлом (Laxmikant Kale) з Теоретичної та обчислювальної групи біофізики біофізика Клауса Шультена.
Карплус є членом Міжнародної академії квантово-молекулярних наук. З 1955 року Карплус підготував понад 200 науковців в Іллінойському університеті в Урбані-Шампейн, Колумбійському та Гарвардському університетах.

## Основні публікації
- M. Karplus (2006). Spinach on the Ceiling: A Theoretical Chemist's Return to Biology. Annual Review of Biophysics and Biomolecular Structure. 35 (1): 1—47. doi:10.1146/annurev.biophys.33.110502.133350. PMID 16689626.
- Karplus M, Kuriyan J. Molecular Dynamics and Protein Function. Proc. Natl. Acad. Sci. USA . 2005;102:6679-6685.
- Gao YQ, Yang W, Karplus M. A Structure-Based Model for the Synthesis and Hydrolysis of ATP by F1 ATPase. Cell . 2005;123:195-205 .
- Cui Q, Karplus M. Triosephosphate Isomerase: A Theoretical Comparison of Alternative Pathways. J. Am. Chem. Soc. 2001;123:2284-2290.
- Dinner AR, Blackburn GM, Karplus M. Uracil-DNA Glycosylase Acts by Substrate Autocatalysis. Nature. 2001;413:752-755.
- Karplus M. Aspects of Protein Reaction Dynamics: Deviations from Simple Behavior. J. Phys. Chem. B . 2000;104:11-27 .
- Ma J, Sigler PB, Xu Z, Karplus. M. A Dynamic Model for the Allosteric Mechanism of GroEL. J. Mol. Biol. 2000;302:303-313.
- Dinner AR, Sali A, Smith LJ, Dobson CM, Karplus M. Understanding Protein Folding via Free-Energy Surfaces from Theory and Experiment. TiBS. 2000;25:331-339

## Родина
- Батьки — Ганс Карплус (1898—1971) та Ізабелла Гольдштейн (1900—1967).[16]
- Старший брат — Роберт Карплус[en] (1927—1990), був фізиком-теоретиком та викладачем в Каліфорнійському університеті в Берклі.
- Дядько — дитячий психолог та педагог Ернст Папанек (англ. Ernst Papanek, 1900—1973).[17]
- Перша дружина — Сьюзен Карплус (до шлюбу Шерман), хімік-теоретик, учениця Шнеура Ліфсона в Інституті Вейцмана; дочки Реба і Таммі, лікарки.
- Друга дружина — Марсі Ганна Карплус (до шлюбу Газард); син Міша (англ. Mischa H. Karplus, рід. 1981), юрист.[18][19]

## Нагороди
У 2013 році отримав Нобелівську премію з Хімії.

## Почесні звання
20 травня 2015 року йому було присвоєно звання «Почесний громадянин Відня».